# Dekkera custersiana
Dekkera custersiana är en svampart som beskrevs av F.L. Lee & S.C. Jong 1986. Dekkera custersiana ingår i släktet Dekkera och familjen Pichiaceae.   Inga underarter finns listade i Catalogue of Life.